# محمد سلمان صالح الأحمد
محمد سلمان صالح الأحمد هو نائب بحريني، انتخب مرتين عام 2014 وعام 2022 لعضوية مجلس النواب البحريني وهو ذو خلفية إعلامية وقانونية.

## حياته وعمله
الأحمد شخصية سياسية مستقلة يمتاز طرحه بالوسطية والاعتدال، إلا أنه يبدي مواقف عديدة في مواضيع تحسين الأوضاع المعيشية وإصلاح الملفات الرئيسية.
حالياً هو صاحب مكتب للمحاماة، وكاتب للعدل، ومنفذ خاص للأحكام القضائية، ومأذون شرعي ومستشار وقاضي التحكيم الدولي بالمحكمة الدولية لفض المنازعات التجارية.
انتخب عام 2023 رئيسا للجنة الشؤون المالية والاقتصادية بمجلس النواب.
كان يحوز على ثقة فئات عديدة من المجمع عندما عمل في الحقل الصحفي والإعلامي منذ عام 2002 وحتى عام 2014، فقد انتخب لعضوية مجلس إدارة جمعية الصحفيين لثلاث مرات متتالية، وكان ممثل الجمعية في حوار التوافق الوطني الذي جرى في مملكة البحرين.
كما كان له نشاط حقوقي بارز مع أزمة الربيع العربي التي عصفت بمختلف البلدان العربية، حيث أسس مع مجموعة من الحقوقيين والمحامين جمعية "مبادئ لحقوق الإنسان" وكان هدفها إظهار الوضع الحقوقي في البحرين بصورته الحقيقية بعد أن كانت وسائل الإعلام في ذلك الوقت تستخدم وتوجه لأغراض معينة.
قبل عمله البرلماني، بدأ مشواره المهني في صحيفة الأيام البحرينية وتدرج فيها حتى وصل إلى منصب نائب مدير التحرير وكتب فيها عدة مقالات وأخبار صحفية.